# 石板街冰淇淋
石板街冰淇淋（英語：Rocky road ice cream）是一类混合了颗粒状棉花糖和坚果的巧克力冰淇淋。起源于大萧条时期的美国加利福利亚州奥克兰。
奥克兰当地的醉爾斯冰淇淋和芬顿冰淇淋都声称自己是石板街冰淇淋的发明者，醉爾斯加的是杏仁，芬顿加的是核桃。醉爾斯冰淇淋在其营销中声称，其创始人威廉·德雷尔（William Dreyer）曾尝试将巧克力冰淇淋和坚果和棉花糖混合到一起，但发现棉花糖太大了，于是拿着妻子的剪刀将棉花糖剪成四小块再混合入，因此诞生了石板街冰淇淋。芬顿冰淇淋的后人则表示，其创始人梅尔文·芬顿（Melvin Fenton）从大萧条时期坎坷的人生之路联想到了在光滑的冰淇淋里加上坚果。在早期，美国的冰淇淋都仅是巧克力、香草或者草莓这样的单一口味，创新性的石板街冰淇淋因而在美国受到了欢迎。